# 麦汉锦
拿督麦汉锦，马来西亚政治人物、马华公会党员。
他于1974年大选成为丹绒马林国会议席，后来在1978年大选、1982年大选再度获得连任。在马华党内，他曾担任该党副总会长及代总会长。1982年，麦汉锦被首相马哈迪·莫哈末委任为劳工部长。1986年1月6日，他在内阁改组中被委任为卫生部长，直至同年8月10日大选。1988年退出马华，转而加入同为国阵成员党的人民进步党，并担任该党主席。
2015年4月13日，麦汉锦在家中逝世，享年76岁。